# Yasushi Akutagawa
Pour les articles homonymes, voir Akutagawa (homonymie).
Yasushi Akutagawa (芥川 也寸志, Akutagawa Yasushi), né le 12 juillet 1925 à Tokyo - décédé le 31 janvier 1989 à Tokyo), est un compositeur et chef d'orchestre japonais. Il est né et a grandi à Tabata, Tokyo. Son père était l'écrivain Ryūnosuke Akutagawa.

## Biographie

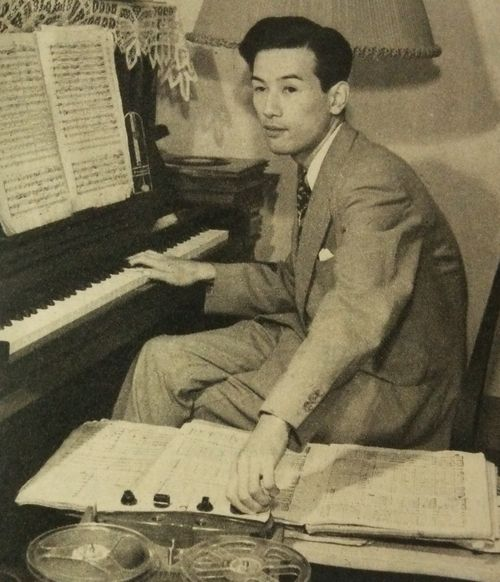
Akutagawa Yasushi en 1952.

Akutagawa a appris la composition auprès de Kunihiko Hashimoto et Akira Ifukube au Conservatoire de musique de Tokyo. Il a été l'un des membres du Sannin no kai (Les Trois) avec Ikuma Dan et Toshirō Mayuzumi.
En 1954, lorsque le Japon n'avait pas encore de relations diplomatiques avec l'Union soviétique, il est entré dans l'Union soviétique illégalement, et s'est lié d'amitié avec Dmitri Chostakovitch, Aram Khatchatourian et Dmitri Kabalevski. Akutagawa est le seul compositeur japonais dont les œuvres ont été officiellement publiées en Union soviétique à l'époque. Sa Musique pour orchestre symphonique (1950) reflète son amour de la musique de Chostakovitch et sa dette envers les musiques des grands films russes.
Ses compositions ont été influencées par Stravinsky, Chostakovitch, Prokofiev et Akira Ifukube.
Il a été un réalisateur populaire d'émissions de télévision. En tant qu'éducateur, il s'est consacré à former un orchestre amateur, Shin Kokyo Gakudan (Le Nouvel Orchestre symphonique). Un an après, Akutagawa est décédé, en 1989. Le prix Akutagawa de composition a été créé en sa mémoire.
Akutagawa et Le Nouvel Orchestre Symphonique sont les récipiendaires du prix Suntory en 1976.

## Liste partielle des œuvres

### Opéra
- Kurai Kagami (Miroir sombre), (Tokyo 1960)
- Orpheus in Hiroshima (Orphée à Hiroshima), texte de Kenzaburō Ōe (télévision de Tokyo le 27 août 1967)

### Œuvres orchestrales
- Prélude pour Orchestre Symphonique (1947)
- Trinita sinfonica (1948)
- Musica per orchestra sinfonica (Musique pour orchestre symphonique) (1950)
- Music for microphone (1952)
- Triptyque pour orchestre à cordes (1953)
- Prima sinfonia (Symphonie nº 1) (1954/55)
- Divertimento (1955)
- Symphony for Children "Étoiles jumelles" pour chœur d'enfants et orchestre, texte de Kenji Miyazawa (1957)
- Symphonie Ellora (1958)
- Negative Picture pour orchestre à cordes (1966)
- Ostinata sinfonica (25 mai 1967)
- Concerto ostinato pour violoncelle et orchestre (16 décembre 1969)
- Ballata ostinata, pour orchestre (1970)
- Rapsodia per orchestra (4 octobre 1971)
- Concerto ostinato pour GX1 (en) et orchestre (1974)
- Lullaby of Akita pour violon et orchestre (1977)
- Allegro ostinato (1986)
- Sounds pour orgue et orchestre (1986)
- Ballade on a Theme of Godzilla (1988) - Dédiée à Akira Ifukube

### Ballets
- Kotei no yume (Rêve du lac) (湖底の夢?) (6 novembre 1950)
- Paradis perdu (17 mars 1951)
- Kappa (21 juillet 1957)
- Flame...star (炎も星も?) (1953)
- La toile d'araignée (17 mars 1969)
- The moon (1981)

### Œuvres pour ensemble et instrumentales
- Quatuor à cordes (1948)
- La danse pour piano (1948)
- Ballade pour violon et piano (1951)
- Nyambe (1959)
- Music for strings nº 1 (1962)
- 24 Preludes for children pour piano (1979)

### Musiques de films
- 1952 : The Skin of the South (en) (南国の肌, Nangoku no hada?) de Ishirō Honda
- 1953 : La Porte de l'enfer (地獄門, Jigokumon?) de Teinosuke Kinugasa
- 1953 : Là d'où l'on voit les cheminées (煙突の見える場所, Entotsu no mieru basho?) de Heinosuke Gosho
- 1954 : Une auberge à Osaka (大阪の宿, Osaka no yado?) de Heinosuke Gosho
- 1955 : Croissance (たけくらべ?) de Heinosuke Gosho
- 1956 : Le Chat, Shozo et ses deux maitresses (猫と庄造と二人のをんな, Neko to Shozo to futari no onna?) de Shirō Toyoda
- 1957 : Le Trou (穴, Ana?) de Kon Ichikawa
- 1957 : Élégie du Nord (晩歌, Banka?) de Heinosuke Gosho
- 1957 : Le Corbeau jaune (黄色いからす, Kiiroi karasu?) de Heinosuke Gosho
- 1957 : Gens de rizière (米, Kome?) de Tadashi Imai
- 1958 : La Lumière des lucioles (螢火, Hotarubi?) de Heinosuke Gosho
- 1959 : Feux dans la plaine (野火, Nobi?) de Kon Ichikawa
- 1960 : Le Fils de famille (ぼんち, Bonchi?) de Kon Ichikawa
- 1960 : Tendre et folle adolescence (おとうと, Otōto?) de Kon Ichikawa
- 1961 : Flocons de nuages (雲がちぎれる時, Kumo ga chigireru toki?) de Heinosuke Gosho
- 1963 : Seul sur l'océan Pacifique (太平洋ひとりぼっち, Taiheiyō hitori-botchi?) de Kon Ichikawa
- 1969 : Figures infernales (en) (地獄変, Jigoku-hen?) de Shirō Toyoda
- 1974 : Le Vase de sable (砂の器, Suna no utsuwa?) de Yoshitarō Nomura
- 1977 : Mont Hakkoda (八甲田山, Hakkodasan?) de Shirō Moritani
- 1977 : Village of Eight Gravestones (八つ墓村, Yatsuhaka-mura?) de Yoshitarō Nomura
- 1978 : L'Été du démon (鬼畜, Kichiku?) de Yoshitarō Nomura
- 1978 : L'Incident (事件, Jiken?) de Yoshitarō Nomura
- 1979 : Nichiren (日蓮?) de Noboru Nakamura
- 1982 : Giwaku (疑惑?) de Yoshitarō Nomura